# Милица Павловић Дара
Милица Павловић Дара (Чачак, 8. март 1915 — Лелић, код Ваљева, 8. јун 1944) била је учесница Народноослободилачке борбе и народни херој Југославије.

## Биографија
Рођена је 8. марта 1915. године у Чачку. Њени родитељи Филип и Винка, поред Милице, која је била најмлађа, имали су још четворо деце — три ћерке и сина. У Чачку постоји Кућа народног хероја Милице Павловић.
Миличин отац Филип умро је 1930. године, када је она била ученица петог разреда гимназије. Основну школу и гимназију је завршила 1933. године у Чачку. Исте године уписала се на Филозофски факултет у Београду, где је студирала српскохрватски језик и југословенску књижевност.
Још као ученица Чачанске гимназије, почела је да чита револуционарну литературу и штампу. Посебно су на њу имала утицај дела Максима Горког и Николаја Островског. Тада се определила за револуционарни омладински и раднички покрет и постала чланица Савеза комунистичке омладине Југославије (СКОЈ). Доласком на Београдски универзитет укључила се у рад тамошње студентске револуционарне организације и 1934. године постала члан Комунистичке партије Југославије (КПЈ). Учествовала је у демонстрацијама и штрајковима, које је Партија организовала на Универзитету, као и ван њега.
Године 1939. је дипломирала и добила своју прву службу у Средњој техничкој школи у Лесковцу, где је предавала српскохрватски језик и географију. Поред рада у школи, била је активна у месној партијској организацији и у културно-просветном животу Лесковца. Септембра 1940. године премештена је у Ваљево, где је такође радила у Средњој техничкој школи. И тамо се укључила у рад партијске организације и била чланица Месног комитета КПЈ.
После Априлског рата и окупације Краљевине Југославије 1941. године, активно је учествовала у припремама оружаног устанка у Ваљеву и околини. Радила је на сакупљању оружја, муниције и другог ратног материјала, као и на организовању Ваљевског партизанског одреда јула 1941. године, у ком се налазила извесно време. По директиви Окружног комитета КПЈ за Ваљево, вратила се у град, где је организовала незаконит партијски рад. Одржавала је везе са Одредом; прикупљала храну, одећу и остали материјал за борце; обилазила партијске организације; обилазила села и у разговору с народом прикупљала нове борце за Одред. Септембра 1941. године, морала је да напусти Ваљево, јер је постојала опасност да буде ухапшена. Тада је поново дошла у Ваљевски одред, где се заједно са осталим члановима Окружног комитета, у току Прве непријатељске офанзиве и зиме 1941/42. године кретала падинама Повлена, Маљена, Сувобора и Медведника.
Априла 1942. године постављена је за секретара Окружног комитета КПЈ за Ваљево. Радила је на промовисању и ширењу Народноослободилачког покрета; обнављању партијских и скојевских организација, које су се под налетом непријатеља и сталним потерама и провалама распадале; оснивању Народноослободилачких одбора и другом. Септембра 1943. године организовала је петнаестодневни курс за чланове Партије и симпатизере.
У шуми Резина, 5. јуна 1944. године, Милица је присуствовала седници првог Народноослободилачког одбора села Јошева. Тада ју је препознао један бивши недићевац и одмах о томе обавестио локалну четничку јединицу. Четници су у рано јутро 6. јуна, опколили кућу Живана Андрића, члана НО одбора, код ког је Милица заноћила. Када је увидела да је опкољена, Милица је одлучила да се преда, јер је знала да би пружањем отпора довела у опасност свог домаћина и његове укућане. Приликом предаје четници су одмах заклали Живана, а Милицу су везану повели у свој штаб у селу Лелић код Ваљева.
У четничком штабу, Милица је два дана мучена, како би открила друге чланове и симпатизере КПЈ и НОП-а, али је она упорно ћутала. У ноћи 7/8. јуна покушала је да побегне, али је рањена. Тешко рањену, четници су наставили да је муче, а пошто и даље ништа није одговарала, заклали су је.
После ослобођења земље, њени посмртни остаци су пренети у Чачак, где су уз присуство великог броја грађана сахрањени на чачанском гробљу. Милица је своје илегално партијско име „Дара” узела по имену своје најстарије сестре, коју је неизмерно волела. Једна основна школа у родном јој Чачку носи њено име.
Указом Председништва АВНОЈ-а постхумно је 6. јула 1945. одликован Орденом заслуга за народ другог реда. Указом Президијума Народне скупштине ФНР Југославије 14. децембра 1946. постхумно је одликована Орденом заслуга за народ првог реда, а 14. децембра 1949. проглашена је за народног хероја.